# In naam van Oranje
In naam van Oranje, doe open de poort (officiële titel: Een liedje van Koppestok, den veerman) is een lied van Abraham Schooleman uit 1871 en beschrijft de inname van Den Briel in 1572.

## Inhoud

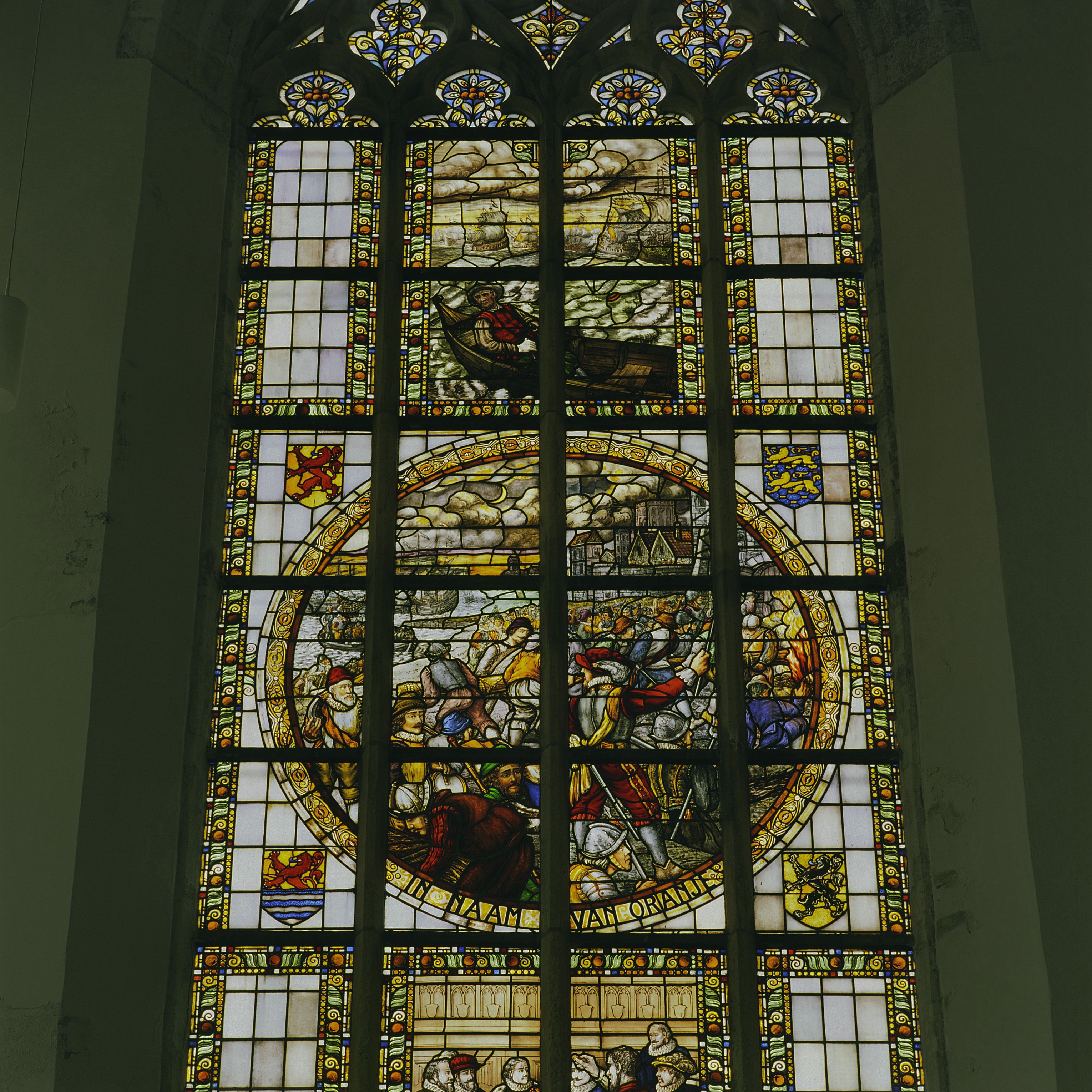
Glas-in-loodraam met de beginregel van het vers (St. Catarijnekerk in Den Briel)

Het lied verhaalt de herinname van Den Briel (het huidige Brielle in Zuid-Holland) door de Watergeuzen onder leiding van Lumey op 1 april 1572. Burgemeester Koekebakker en het stadsbestuur weigerden eerst de Noordpoort te openen, omdat de geuzen berucht waren om hun plunderingen en andere wandaden. In het lied brengt Jan Koppestok, de veerman van de stad, Lumey op de hoogte van het feit dat de Spanjaarden de stad net verlaten hebben en deze dus voor het grijpen ligt.

## Gebruik
De onderwijzer Schooleman schreef het voor de 300-jarige herdenking in 1872 van de inname. Het lied werd in 1906 opgenomen in de populaire liedbundel Kun je nog zingen, zing dan mee. Het lied wordt veelvuldig op cantussen gezongen als studentenlied. Het is opgenomen in het Studenten-liederboek van Groot-Nederland, verzameld door F.R. Coers (1897).
Het werd met aangepaste tekst ook gezongen als afscheidslied in gezondheidskolonies (voor de "bleekneusjes") in de jaren vijftig door de kinderen die weer naar huis mochten.

Het eerste couplet luidde hier:

In naam van Oranje, doet open de poort!
De dokter die geeft het bevel:
dat wij weer gezond naar ons huis mogen gaan
we roepen nu allen, vaarwel!
Het lied werd gebruikt bij Radio Brandaris, Radio Oranje en Radio Nederland Wereldomroep als openingstune. Het lied wordt gebruikt als thema van Willem van Oranje in het computerspel Civilization V: Gods & Kings. Voor het spel zijn zowel een versie voor vrede als voor oorlog gecomponeerd.

## Originele tekst
In naam van Oranje, doe open de poort!
De watergeus ligt aan de wal:
De vlootvoogd der Geuzen, hij maakt geen akkoord
Hij vordert Den Briel of uw val
Dat is het bevel van Lumey op mijn eer
En burgers, hier baat nu geen tegenstand meer,
De watergeus komt om Den Briel! (bis)
De vloot is met vijfduizend koppen bemand,
De mannen zijn kloek en vol vuur.
Een ogenblik nog en zij stappen aan land,
Zij wachten bericht binnen 't uur;
Gij moogt dus niet dralen, doet open die poort,
Dan nemen de Geuzen terstond zonder moord
Bezit van de vesting Den Briel! (bis)
Komt, geeft de verzek'ring, 'k moet spoedig terug
De klok heeft het uur reeds gemeld.
Ik zeg 't U, geeft gij mij de sleutels niet vlug
Dan is reeds uw vonnis geveld.
De wakkere Geuzen staan tandenknarsend daar.
Zij wetten hun zwaarden en maken zich klaar.
En zweren: "Den dood of Den Briel!" (bis)
Hier dringt men naar buiten, daar schuilt men bijeen
En spreekt over Koppestocks last:
"De stad in hun handen of anders de dood"
't Besluit tot het eerste staat vast!
Maar nauw'lijks is hiermee de veerman gevleid,
Of Simon de Rijck heeft de poort gerammeid
En zo kwam de Geus in Den Briel! (bis)
NB: In latere liedbundels werd de naam van de veerman Jan Pieterszoon Koppestok (of Koppestock) wel foutief geschreven als Koppelstok (een "koppelstok" was een stok om jachthonden te koppelen).